# Sicharog
Sicharog (per.:  سی‌چراغ) – miejscowość i dżamoat w Tadżykistanie. Jest położone w dystrykcie Roghun w Rejonach Administrowanych Centralnie.